# Jamie Roche
Jamie Roche, född 7 april 2001, är en svensk fotbollsspelare som spelar för FC Lausanne-Sport i Schweiz.

## Karriär
Jamie Roches moderklubb är Bälinge IF men redan som tolvåring gjorde han flytten till IK Sirius.
Seniordebuten kom den 25 januari 2020, då Jamie Roche blev tvåmålsskytt i 4-0-segern i träningsmatchen mot Gamla Upsala SK. Efter att ha avverkat tävlingsdebuten i Svenska Cupen mot Västerås SK den 29 februari 2020 skrev Roche på sitt första A-lagskontrakt i april samma år, vilket sträckte sig till 31 december 2022.
Den 15 juli 2020 fick Roche också göra sin allsvenska debut, då han stod för ett inhopp i 0-1-förlusten mot AIK. Desto längre säsongen led, desto mer speltid fick Roche och när den allsvenska säsongen 2020 avslutades hade Roche gjort 18 allsvenska matcher, varav 11 från start.
Efter att ha spelat innermittfältare säsongen 2020 skolades Roche under försäsongen 2021 om till mittback. Han förlängde då också sitt kontrakt med IK Sirius till 31 december 2024.
Roche återvände till rollen som mittfältare under 2022 och han fick efter säsongen priset "Årets Kjelledine" som Sirius supporterklubb Västra sidan delar ut till årets bästa spelare.
I juli 2023 blev Roche klar för FC Lausanne-Sport.

## Personligt
Jamie Roches mamma kommer från Sverige medan hans pappa kommer från Storbritannien. 
Både hans pappa John Roche och hans farfar Johnny Roche är före detta fotbollsspelare. Fadern spelade semiprofessionellt i England medan farfadern representerade Millwall och Crystal Palace.

## Statistik
Uppdaterad 7 november 2022
| Klubb              | Säsong             | Liga               | Liga    | Liga | Nationell cup | Nationell cup | Ligacup | Ligacup | Internationell cup | Internationell cup | Övrigt  | Övrigt | Totalt  | Totalt |
| Klubb              | Säsong             | Division           | Matcher | Mål  | Matcher       | Mål           | Matcher | Mål     | Matcher            | Mål                | Matcher | Mål    | Matcher | Mål    |
| ------------------ | ------------------ | ------------------ | ------- | ---- | ------------- | ------------- | ------- | ------- | ------------------ | ------------------ | ------- | ------ | ------- | ------ |
| IK Sirius          | 2020               | Allsvenskan        | 18      | 0    | 2             | 0             | -       | -       | -                  | -                  | -       | -      | 20      | 0      |
| IK Sirius          | 2021               | Allsvenskan        | 22      | 0    | 2             | 0             | -       | -       | -                  | -                  | -       | -      | 24      | 0      |
| IK Sirius          | 2022               | Allsvenskan        | 27      | 0    | 2             | 0             | -       | -       | -                  | -                  | -       | -      | 29      | 0      |
| Totalt i karriären | Totalt i karriären | Totalt i karriären | 67      | 0    | 6             | 0             | 0       | 0       | 0                  | 0                  | 0       | 0      | 73      | 0      |